# Abel Tasman
Abel Janszoon Tasman (ur. w 1603 w Lutjegast w Republice Niderlandów, zm. 10 października 1659 w Batawii w Holenderskich Indiach Wschodnich) – holenderski żeglarz, odkrywca i kupiec.
Był pierwszym Europejczykiem, który dopłynął do Tasmanii i Nowej Zelandii podczas wyprawy w latach 1642–43 zorganizowanej przez Holenderską Kompanię Wschodnioindyjską (hol. Vereenigde Oostindische Compagnie (VOC)). 
Tasmanię nazwał Anthoonij van Diemenslandt na cześć swojego sponsora, gubernatora Holenderskich Indii Wschodnich. Anglicy skrócili nazwę do Ziemi Van Diemena, a potem (w 1855 r.) zmienili ją na Tasmania.
Podczas drugiej wyprawy w (1644) sporządził mapy północnego wybrzeża Australii. 

## Życie w Holandii
Tasman przyszedł na świat w 1603 w Lutjegast w prowincji Groningen w Holandii. Niewiele wiadomo na temat jego dzieciństwa i lat młodzieńczych. Pierwsze informacje o młodym Tasmanie dotyczą jego ślubu z Jannetije Tjaers, którą pojął za żonę jako wdowiec w 1632. Z pierwszego związku Tasman posiadał córkę.

## Praca dla Holenderskiej Kompanii Wschodnioindyjskiej

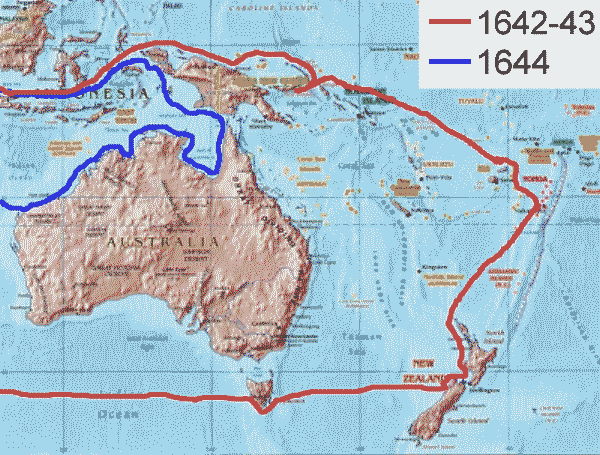
Wyprawy Tasmana w latach 1642-43 i 1644 r.

Wkrótce po ślubie Tasman został zatrudniony przez Holenderską Kompanię Wschodnioindyjską (hol. Vereenigde Oostindische Compagnie (VOC)), podpisując w 1633 kontrakt na trzy lata. Do 1634 pływał jako oficer na statku handlowym pomiędzy Batawią a Molukami. W lipcu 1634 został mianowany szyprem małego statku Mocha. 
W 1637 odwiedził Holandię, by uregulować swoje sprawy i w październiku 1638 powrócił wraz z żoną na stałe do Batawii. Po upływie pierwszego kontraktu z VOC, podpisał drugi dziesięcioletni.
Tasman brał udział w kolejnych wyprawach organizowanych przez kompanię. W 1639 wysłano go pod komendą Mathijsa Quasta na wschód celem odkrycia legendarnych "Wysp Złota i Srebra", które miały leżeć na wschód od Japonii. Wyprawa zakończyła się fiaskiem. W 1640 i 1641 popłynął do Japonii, a w 1642 na Sumatrę, gdzie podpisał traktat handlowy z sułtanem. 

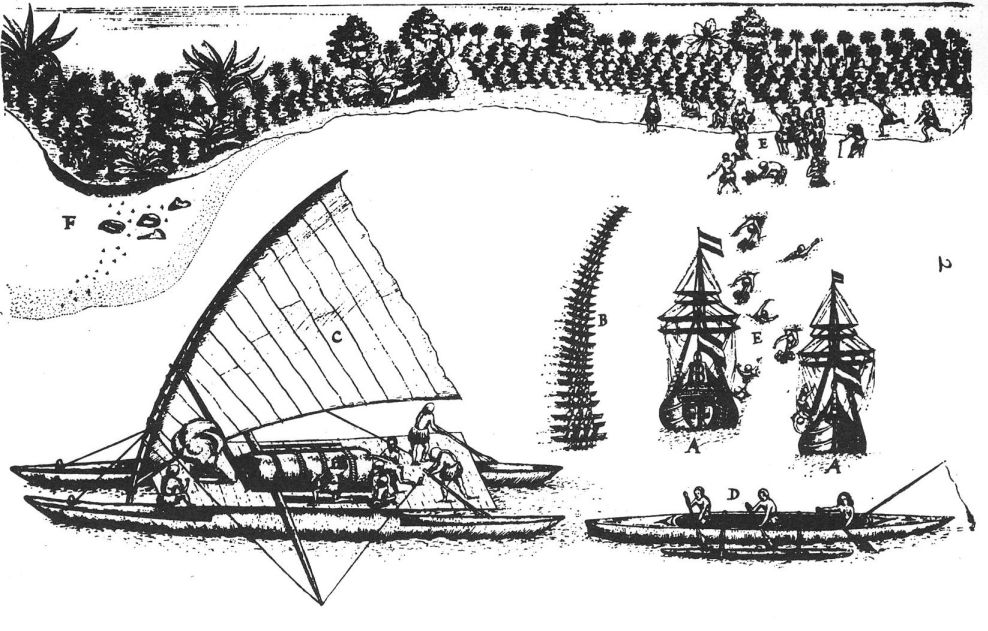
Fragment dzienników Tasmana (1642-43)

### Pierwsza wyprawa (1642-43)
W sierpniu 1642 Tasman przewodził wyprawie mającej na celu odkrycie nieznanego lądu na południu – Terra Australis, który miał leżeć na południowym Pacyfiku. Tasman miał na bieżąco sporządzać mapy i zapisywać swoje obserwacje. Ponadto celem ekspedycji było również znalezienie połączenia drogą morską z Pacyfikiem, umożliwiającego żeglugę do Ameryki Południowej poprzez wody Australii. W wyprawie brały udział dwa statki: Heemskerck (kapitan: Abel Tasman) i Zeehaan (kapitan: Gerrit Jansz z Leiden) oraz 110 osób załogi.
By obrać właściwy kurs, Tasman najpierw popłynął na Mauritius, gdzie zrobił zwrot na południowy wschód, wykorzystując korzystny układ wiatrów, i dotarł do południowego wybrzeża Australii. 

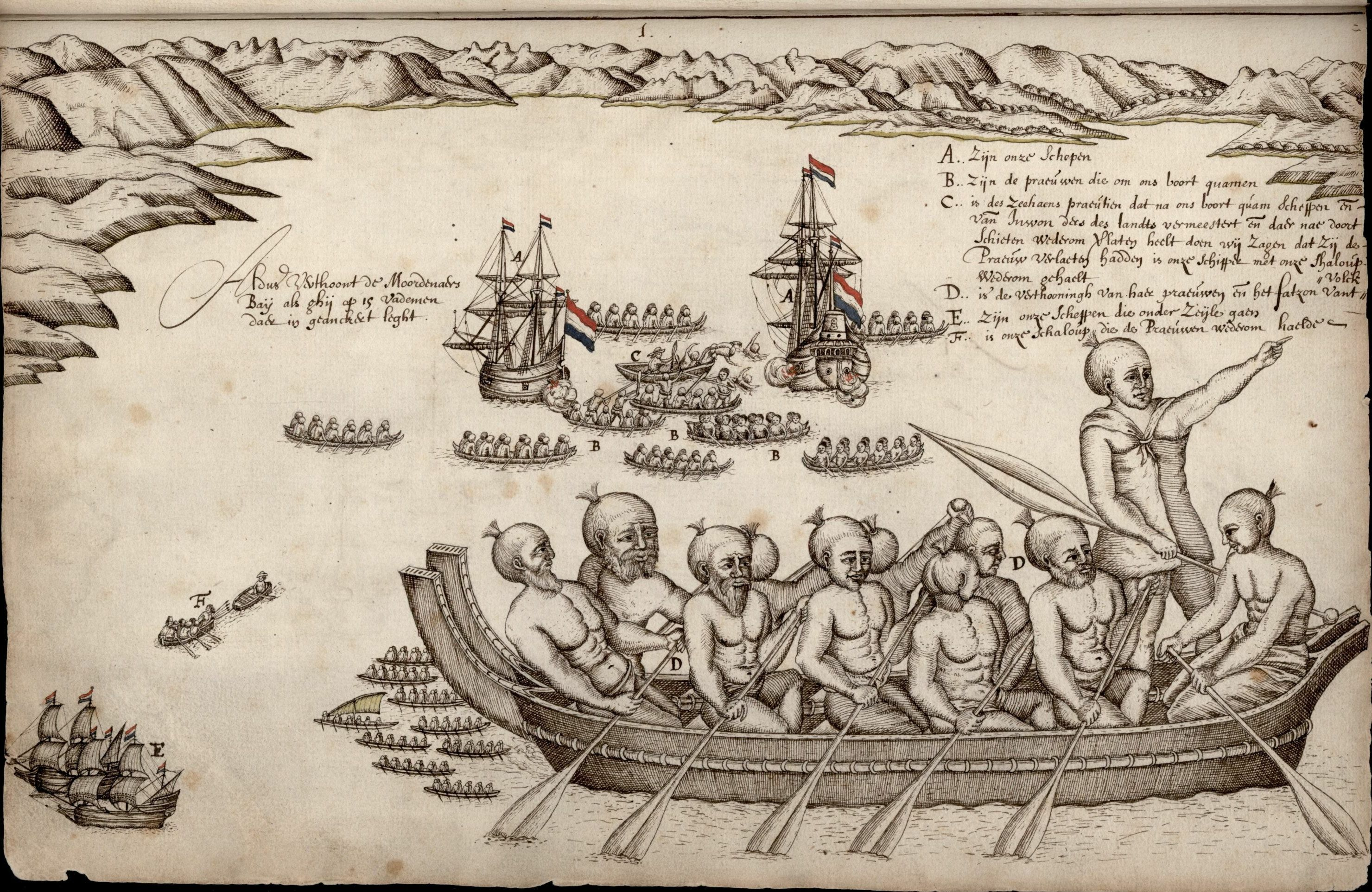
Zatoka Morderców (ang. Murderers' Bay)

#### Tasmania
24 listopada 1642 żeglarze ujrzeli zachodnie wybrzeże Tasmanii na wysokości portu Macquarie. Nowy ląd Tasman nazwał Ziemią Van Diemena na cześć Antoniego van Diemena generalnego gubernatora Holenderskich Indii Wschodnich. Następnie odkrywcy udali się na południowy kraniec Tasmanii, skręcając na północny wschód, aż opuścili wody Przylądka Fredericka Hendricka na półwyspie Forestiera. Podjęto próbę wylądowania, która się nie powiodła z powodu zbyt wysokich fal. Niemniej jednak 3 grudnia 1642 cieśla okrętowy dopłynął do brzegu i zatknął flagę holenderską.

#### Nowa Zelandia
Tasman zamierzał kontynuować wyprawę w kierunku północnym, ale z powodu niekorzystnych wiatrów popłynął na wschód. 13 grudnia 1642 żeglarze ponownie ujrzeli nowy ląd – północno-zachodnie wybrzeże Wyspy Południowej Nowej Zelandii. Tasman nazwał Nową Zelandię Staten Landt, zakładając, że ląd ten był połączony z wyspą Staten Island w Argentynie na południowym krańcu Ameryki Południowej.

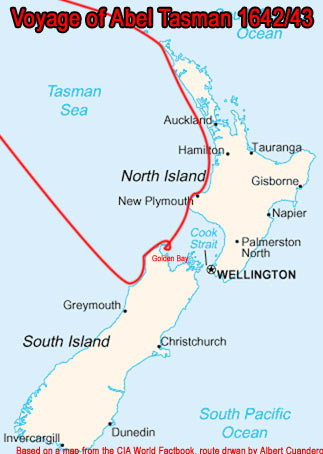
Trasa wyprawy Tasmana do Nowej Zelandii (1642-43)

Jedna z łodzi Tasmana, która popłynęła najpierw na północ, a później na wschód, została zaatakowana przez Maorysów w ich tradycyjnych łodziach, tzw. wakach. Czterech żeglarzy zginęło, ofiary po stronie Maorysów nie są znane. Tasman nazwał te wody Zatoką Morderców (hol. Moordenaarsbaai) – obecnie Złota Zatoka (ang. Golden Bay). 
Tasman skierował wyprawę dalej na północ. Wziął jednak Cieśninę Cooka za zatokę, którą nazwał Zatoką Zeehaen (ang. Zeehaen Bight). Do tej pory zachowały się dwie oryginalne nazwy nadane przez Tasmana: przylądek Maria van Diemen (ang. Cape Maria van Diemen) oraz Wyspy Trzech Króli (ang. Three Kings Islands).

#### Droga powrotna
W drodze powrotnej do Batawii, żeglarze minęli archipelag Tonga 21 stycznia 1643. Niedaleko od wysp Fidżi statki Tasmana omal nie rozbiły się na podwodnych rafach na północnym wschodzie archipelagu. Tasman sporządził mapę wschodniego krańca wyspy Vanua Levu oraz Cikobii. Odkrywcy powrócili do Batawii 15 czerwca 1643.

### Druga wyprawa (1644)
Celem drugiej wyprawy Tasmana w 1644 było znalezienie cieśniny pomiędzy Nową Gwineą a Australią. Tasman dowodził trzema statkami (Limmen, Zeemeeuw i Braek), które skierował ku południowym wybrzeżom Nowej Gwinei. Ominął jednak Cieśninę Torresa i kontynuował swoją podróż wzdłuż wybrzeża Australii, konkludując, że cieśnina pomiędzy Nową Gwineą a Australią nie istnieje. W trakcie wyprawy na bieżąco sporządzał mapy północnego wybrzeża Australii oraz notatki na temat nowego lądu i jego mieszkańców.

## Życie w Batawii
2 listopada 1644 Abel Tasman został mianowany członkiem rady sprawiedliwości w Batawii. W 1646 Tasman pożeglował na Sumatrę, a w sierpniu 1647 udał się jako przedstawiciel kompanii do króla Syjamu. W maju 1648, w czasie negocjacji pokojowych dążących do zakończenia wojny trzydziestoletniej, Tasman przewodził ekspedycji na Filipiny do Manili, której celem był atak na statki hiszpańskie przewożące srebro z Ameryki. Tasman dowodził flotą ośmiu dobrze uzbrojonych statków. Zaatakowani Hiszpanie wyrzucili cenny ładunek za burtę, podpalając statek, by nie wpadł w ręce Holendrów. Wyprawa zakończyła się fiaskiem, a Tasman powrócił do Batawii w styczniu 1649. 

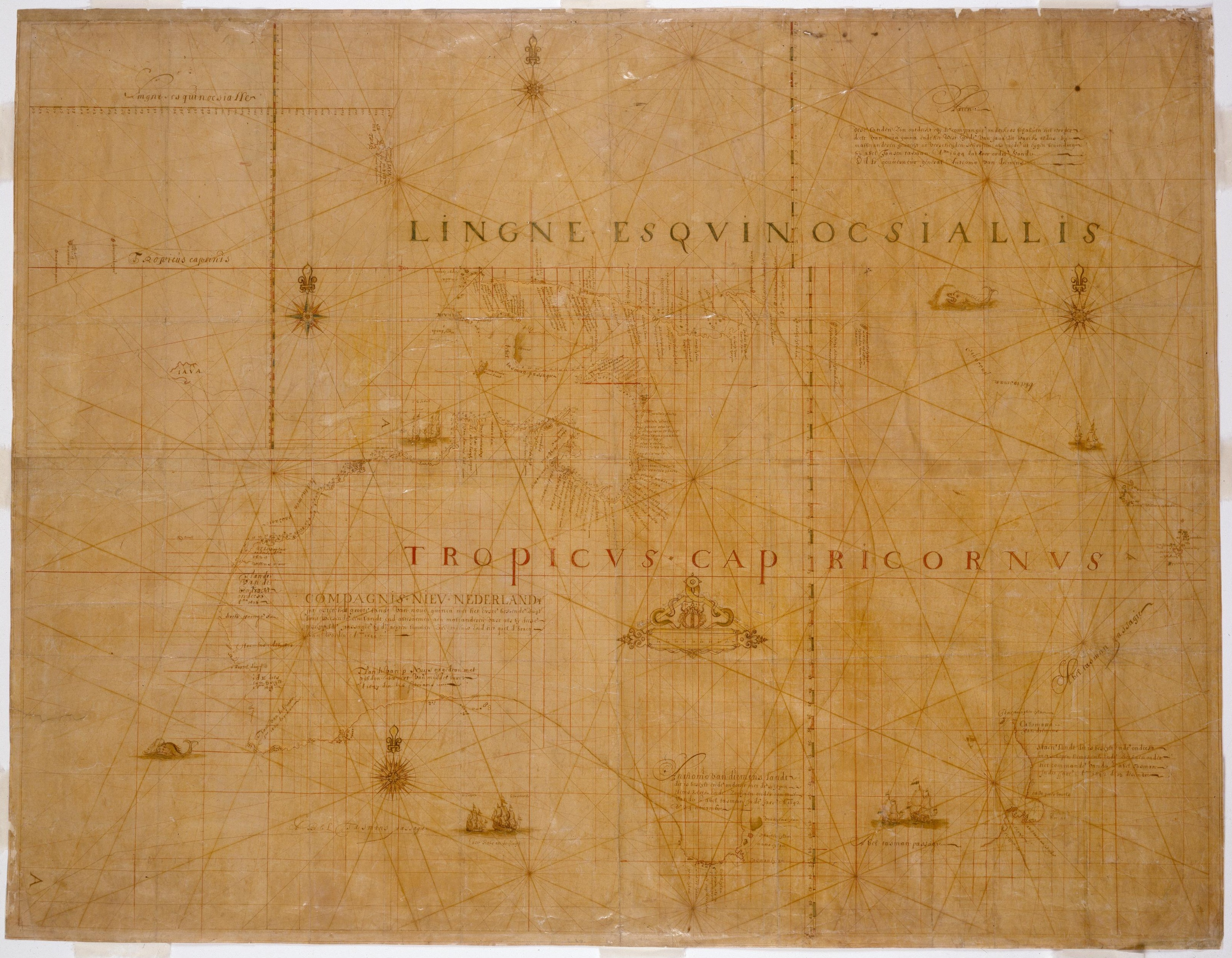
Mapa Tasmana (znana też jako mapa Bonaparte-Tasmana) z 1644 r., obecnie w zbiorach Biblioteki Stanowej Nowej Południowej Walii w Australii

W trakcie wyprawy na Filipiny miał miejsce przykry incydent – Tasman uznał dwóch żeglarzy za dezerterów za niewykonanie jego zakazu (pod groźbą śmierci) schodzenia na ląd Wysp Babuyan i rozkazał ich powiesić. Dzięki interwencji pierwszego oficera, żeglarze przeżyli. Po powrocie do Batawii, Tasman został postawiony przed sądem i uznany winnym złamania prawa. Wymierzona kara była bardzo surowa. Tasman został zawieszony w funkcji komandora, nałożono na niego grzywnę oraz obowiązek zapłaty rekompensaty rodzinom ofiar. 5 stycznia 1651 przywrócono mu rangę komandora. Tasman spędził resztę życia Batawii. Ok. 1652 wystąpił z kompanii i stał się niezależnym kupcem. Zmarł w Batawii w październiku 1659.

## Znaczenie
Tasman odkrył, że Australia nie jest połączona z Antarktydą. W trakcie wypraw sporządził mapy: północnego wybrzeża Australii, Ziemi Van Diemena, Nowej Zelandii, Tonga oraz Fidżi. Kompania uznała jednak ekspedycje Tasmana za fiasko. Tasman nie odkrył ani bogatych w surowce ziemi, ani nie nawiązał interesujących kontaktów handlowych. Nie udało mu się też znaleźć drogi na Pacyfik. Przez ponad 100 lat, aż do czasu Jamesa Cooka, Tasmania i Nowa Zelandia nie były odwiedzane przez Europejczyków. Do brzegów Australii docierały jedynie pojedyncze zagubione statki.

## Dziedzictwo Tasmana
Imieniem Tasmana nazwano wiele punktów geograficznych:
- Tasmania: Półwysep Tasmana
- Morze Tasmana
- Lodowiec Tasmana, Jezioro Tasmana, Rzeka Tasmana, Góra Tasmana, Zatoka Tasmana w Nowej Zelandii

Ponadto istnieją: most Tasmana, autostrada Tasmana, prom Abel Tasman na Tasmanii oraz Park Narodowy im. Abla Tasmana w Nowej Zelandii. Jego nazwiskiem nazwano też planetoidę (6594) Tasman.